# Цибільчальтун

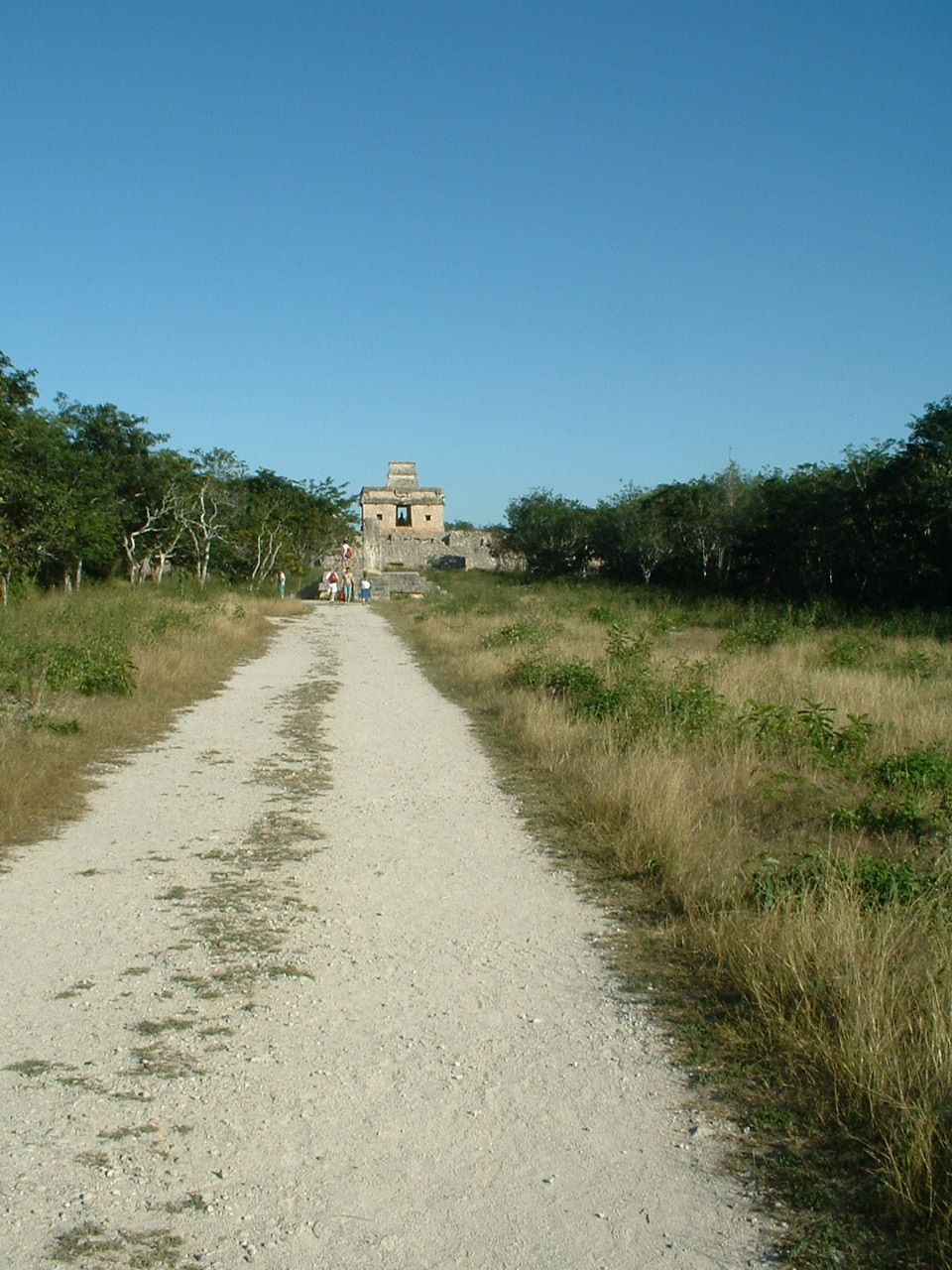
Сакбе.

Цибільчальтун (ісп. Dzibilchaltún) — археологічна пам'ятка мая на території Мексики, розташована за 15 км на північ від Мериди. Цибільчальтун відносять до найдавніших центрів мая в північній частині країни. Назву Цибільчальтун перекладають як «місце, де є написи на каменях».

## Історія
Старовинна назва — Ічкантихо. Місто проіснувало з 900 року до нашої ери і аж до приходу іспанців, є одним з найдавніших поселень мая. Навколо міста утворилося незалежне царство. Ахави останнього протягом більшої частини IX століття боролися за владу на північним Юкатаном з царствами зі столицями в Кобі, Ек-Баламі та Вук-Ябналі (старовинна назва Чичен-Іци).
Нині багато його будівель приховані під густою рослинністю. У період свого розквіту близько 850 року нашої ери в Цибільчальтун проживало більше 20 тисяч осіб. Усередині міста розташовано 12 сакбе (доріг мая), шириною 15 метрів, а довжина досягає 1 км. Ці дороги з'єднували центр міста з міськими районами.
Цибільчальтун був важливим і великим містом цивілізації мая. До теперішнього часу зареєстровано понад 8000 зруйнованих будівель.

## Опис
Найвідомішою пам'яткою міста є «Храм семи ляльок» — обсерваторія мая, яка отримала свою назву завдяки 7 глиняним фігурам, що перебували всередині неї. У дні весняного і зимового рівнодення, 21 березня та 21 вересня, всередині храму можна спостерігати красиве явище, коли сонце сходить між колонами воріт цього монумента.

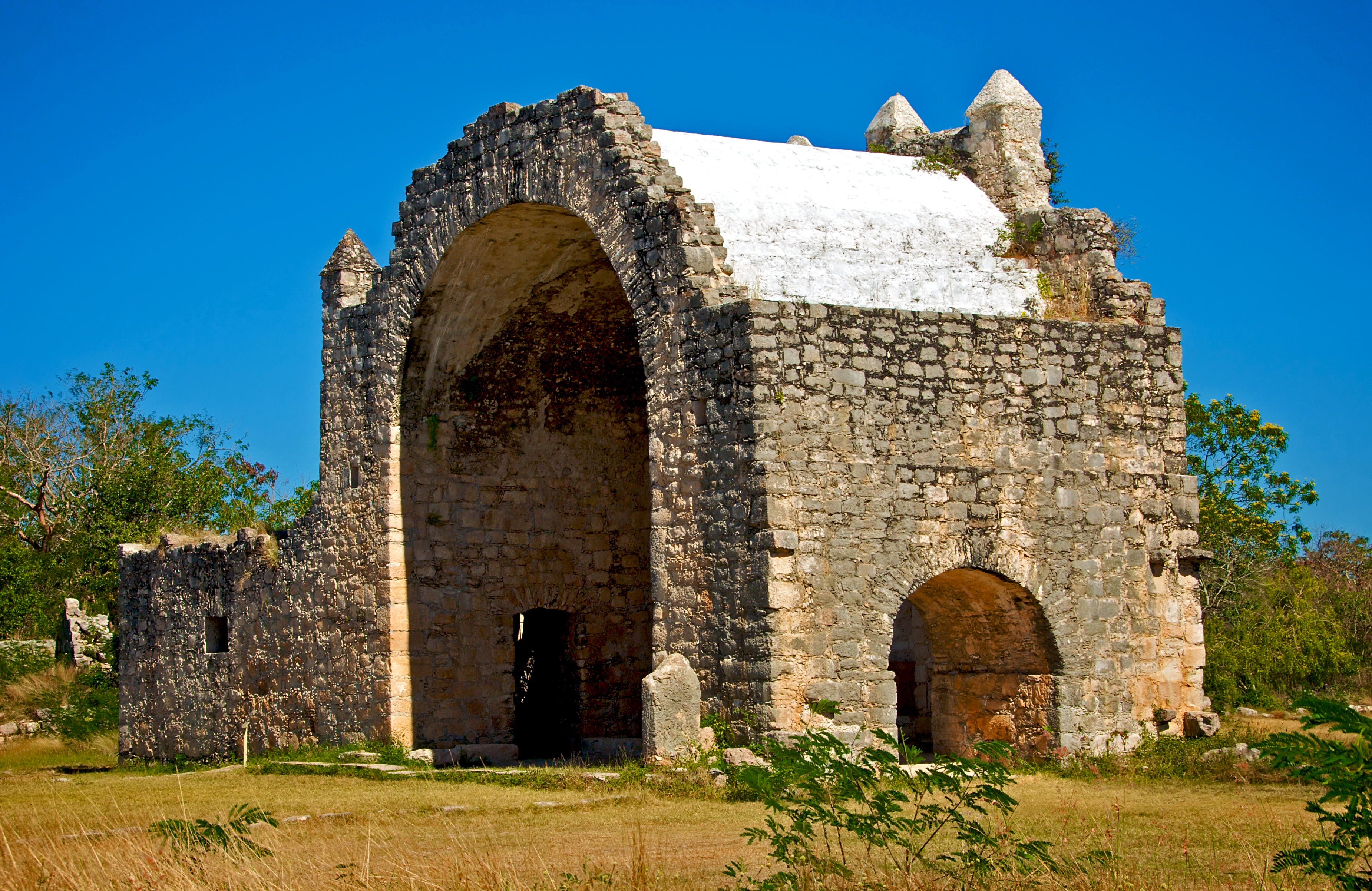

У Цибільчальтуні є сенот, глибина якого сягає 44 метри, це один з найглибших карстових колодязів на півострові Юкатан. Для мая всі сакральні місця повинні розташовуватися поблизу від подібного сеноту, бо ці джерела розглядаються ними як проходи в інший світ. Води сеноти володіють сильними цілющими властивостями.
Також у Цибільчальтуні знаходиться музей, де зібрано безліч артефактів мая, знайдених у цьому регіоні.
Завдяки рідкісним видам рослин і тварин, околицям Цибільчальтуна, площею близько 540 гектарів, присвоєно статус «еколого-археологічного парку».